# جامعة جنوة
جامعة جنوة (بالإيطالية: Università degli Studi di Genova) هي إحدى الجامعات الإيطالية الكبرى. تأسست سنة 1481، وتقع في إقليم ليغوريا على الريفييرا الإيطالية.

## الحرم الجامعي
ينقسم حرم جامعة جنوة إلى عدة مقرات تتوزع على عدة مناطق بالمدينة، وقد بني الحرم الرئيس الحالي للجامعة ـ الذي صممه المعماري الإيطالي بارتولوميو بيانكو ـ عام 1640. وتشغل الحديقة النباتية للجامعة (وتسمى بالإيطالية: Orto Botanico dell'Università di Genova) مساحة هكتار في وسط المدينة.
تمتلك الجامعة عدة مقرات محلية في كل من سافونا وإمبيريا وسانتا مارغريتا ليغوري وفنتيميليا ولا سبيتسيا.

## التاريخ
كان في جنوة في القرن الثالث عشر عدد من الكليات التي اضطلعت بمنح درجات علمية في القانون وعلم اللاهوت والطب والفنون، لكن كلية اللاهوت لم تؤسس رسميًا إلا في عام 1471 بمرسوم من البابا سيكتوس الرابع، الذي كان قد نشأ في إقليم ليغوريا. أما كلية الطب فقد تأسست رسميًا سنة 1481.
وفي سنة 1569، أصدر مجلس شيوخ جمهورية جنوة مرسومًا بدمج الكليات في المدارس التي كانت تحت إدارة اليسوعيين. كان مقر اليسوعيين قرب كنيسة سان جيرولامو دل رسو القديمة، وقاموا بتوسعة مجمعهم التعليمي بشراء الأراضي، وقد قام بتصميم المبنى الذي يضم حاليًا الحرم الجامعي الرئيس المعماري بارتولوميو بيانكو، وبدأ استخدامه سنة 1640.
بعد قمع جمعية يسوع سنة 1773، قامت لجنة خاصة بإعادة تنظيم البرامج الدراسية المتعددة وتقسيمها إلى مجالات التعليم العالي (القانون الديني، والفلسفة، والقانون المدني، وعلم اللاهوت، والمنطق والميتافيزيقا، والفيزياء) والتعليم الأولي (البلاغة، والقراءة والكتابة).
بعد تأسيس الإمبراطورية الفرنسية ـ التي ابتلعت جمهورية جنوة ـ أعيد تقسيم التعليم العالي إلى مدارس خاصة مختلفة هي: القانون، والفيزياء والعلوم الرياضية، والتجارة، واللغة والأدب، والكيمياء. وصارت جامعة جنوة تابعة علميًا لجامعة باريس، ولم تعد إلى وضعها السابق كجامعة مستقلة إلا عام 1812.
بعد سقوط نابليون، قامت الحكومة الانتقالية لجمهورية جنوة بتعيين لجنة جديدة مختصة بالتعليم العالي، وتقرر في مؤتمر عُقد في فيينا سنة 1815 أن تتولى مملكة سردينيا شؤون جامعة جنوة، وأن تحظى الأخيرة بنفس مزايا جامعة تورينو. وقد أغلقت الجامعة بسبب الاضطرابات السياسية بين عامي 1820 و1823، ثم بين عامي 1830 و1835.
في عام 1870، أُسس أول معهدان فنيان للتعليم العالي، وهما المعهد البحري الملكي والمعهد الملكي للدراسات الاقتصادية، اللذان ضُما سنة 1936 إلى جامعة جنوة الملكية، ليصيرا كلية الهندسة وكلية الاقتصاد بالجامعة على الترتيب.
ثم شهدت نهايات القرن العشرين نموًا مضطردًا للجامعة، وافتتاحًا لمقرات جامعية إقليمية. وفي سنة 1996 افتتحت بعض الأقسام في سافونا في منطقة كانت فيما مضى ثكنة عسكرية، ويضم هذا الحرم الجامعي قسم الهندسة إلى جانب بعض دراسات إدارة الأعمال، وقد افتتحت عدة معامل، من بينها معامل للمحاكاة والسوقيات والهندسة الصناعية.

## الكليات والأقسام

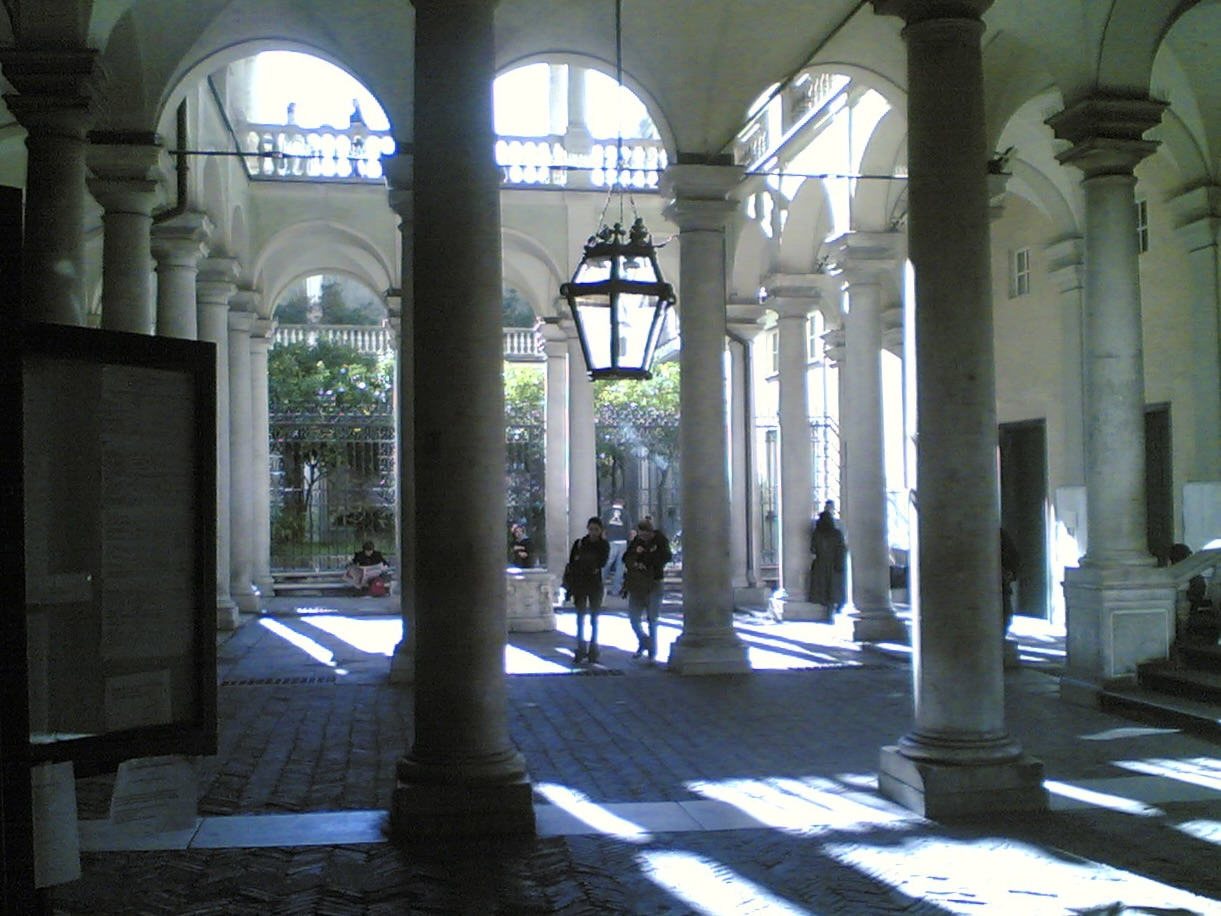
كلية الإنسانيات

تنقسم الجامعة ـ حسب ما عليه الأمر في العام الأكاديمي 2012-2013 ـ إلى 5 مدارس، تتألف في مجملها من 23 قسمًا:
- مدرسة العلوم الطبيعية والرياضيات والفيزياء
  - قسم الكيمياء والكيمياء الصناعية
  - قسم الفيزياء
  - قسم الرياضيات
  - قسم علوم الأرض والعلوم البيئية وعلوم الحياة
  - قسم تكنولوجيا المعلومات والروبوتيات وهندسة النظم
- مدرسة الطب والعلوم الصيدلية
  - قسم الصيدلة
  - قسم الأمراض الباطنة والتخصصات الطبية
  - قسم الطب التجريبي
  - قسم العلوم العصبية والتأهيل وطب العيون وطب الأم والجنين
  - قسم العلوم الجراحية والعلوم التشخيصية المتكاملة
  - قسم العلوم الصحية
- مدرسة العلوم الاجتماعية
  - قسم الاقتصاد
  - قسم القانون
  - قسم تدريس العلوم
  - قسم العلوم السياسية
- مدرسة الإنسانيات
  - قسم الآثار والفلسفة والتاريخ
  - قسم الدراسات الإيطالية والرومانية والأثرية والفنية والدرامية
  - قسم الثقافة واللغات الحديثة
- مدرسة البوليتكنيك
  - قسم تكنولوجيا المعلومات والروبوتيات وهندسة النظم
  - قسم الهندسة المدنية والكيميائية والبيئية
  - قسم الهندسة الميكانيكية وهندسة الطاقة والسوقيات والإدارة الهندسية
  - قسم الهندسة البحرية والكهربائية والإلكترونية وهندسة الاتصالات
  - قسم العلوم المعمارية

## طلبة الجامعة
يبلغ عدد طلاب جامعة جنوة حوالي 40 ألف طالب، ويشمل هذا العدد الدارسين في كل من المرحلة الجامعية الأولى ومرحلة الدراسات العليا.

## الطاقم التدريسي والبحثي والإداري
يعمل بالطاقم التدريسي والبحثي لجامعة جنوة حوالي 1800 شخص، ويعمل بهيكلها الإداري حوالي 1500 شخص.

## من مشاهير الخريجين
- ساندرو برتيني: الرئيس السابع للجمهورية الإيطالية.
- بندكت الخامس عشر: بابا الفاتيكان رقم 258.

## وصلات خارجية
- الموقع الرسمي للجامعة (بالإيطالية) (بالإنجليزية) (بالإسبانية)